# The Aviator and the Autoist Race for a Bride
The Aviator and the Autoist Race for a Bride è un cortometraggio muto del 1912. Il nome del regista non viene riportato nei credit del film prodotto dalla Champion Film Company di Mark M. Dintenfass.

## Produzione
Il film fu prodotto dalla Champion Film Company, una compagnia indipendente che Dintenfass aveva fondato nel 1909, stabilendone gli studi a Fort Lee, nel New Jersey.

## Distribuzione
Distribuito dalla Motion Picture Distributors and Sales Company, il film - un cortometraggio di una bobina conosciuto anche con il titolo Aviator and Autoist's Race for a Bride - uscì nelle sale cinematografiche USA il 5 febbraio 1912.